# Gnezdo
Gnezdo je struktura, ki jo žival zgradi z namenom zagotoviti si varno prebivališče, predvsem za rojstvo in vzgajanje svojih mladičev. Izraz se največkrat nanaša na strukture, ki jih gradijo ptiči, gnezda pa gradijo tudi druge živali, kot so sesalci, ribe, žuželke in plazilci. Gnezdo je po navadi zgrajeno iz organskega materiala - vejic, listov, blata, mahu, telesnih izločkov itd., nekatere živali pa so pri gradnji začele izkoriščati tudi človekove odpadke, kot so vrvice, plastika, blago, papir in podobne.
Gradnja gnezda je kompleksno vedenje, sestavljeno iz več medsebojno povezanih korakov. Pri nekaterih živalih, ki živijo v skupnostih, pri gradnji gnezda sodeluje več osebkov. Vedenjski vzorec in s tem oblika, sestava ter lokacija gnezda so specifični za vsako živalsko vrsto. Odvisni so od dejavnikov okolja, v katerem se žival nahaja, pa tudi od načina življenja. Ptiči tako gradijo gnezda zelo raznolikih oblik, od enostavne platforme iz vejic do popolnoma zaprte kroglaste strukture z majhnim vhodom, postavljeno pa je lahko bodisi prosto na tleh, bodisi v luknji, na drevesu ali visoko med skalami.
Pri nekaterih živalih, predvsem pri ptičih, je gradnja gnezda pomemben del spolnega vedenja. Po navadi gnezdo gradi samec, njegova kvaliteta je lahko potem pomemben faktor, ki ga samica upošteva pri izbiri spolnega partnerja. Nekateri samci zato okrašujejo svoja gnezda z namenom privabljanja samice.
Zaradi svoje razmeroma trdne zgradbe in zaščitenosti pred zunanjimi dejavniki lahko gnezdo postane ekosistem v malem. Poleg živali, ki ga je zgradila, postane dom številnim parazitom, ki zajedajo na njej (pršicam, klopom, bolham itd.) in prisklednikom. V nekaterih primerih prihaja tudi do kompeticije za gnezdo - močnejša žival ga prevzame od tiste, ki ga je zgradila.

## Drugi pomeni
Gnezdo je sinonim za varen, domačen prostor, ki združuje družino, zato se izraz včasih pogovorno uporablja tudi za človekova bivališča (npr. »ljubezensko gnezdece« za stanovanje mladega para). Orlovo gnezdo pa po zgledu gnezda, ki ga zgradi orel, pravimo nedostopni utrdbi, postavljeni visoko v gorah, od koder imajo njeni lastniki pregled nad bližnjo in daljno okolico.